# Мадлен Керролл
Мадлен Керролл (англ. Madeline Carroll; 18 березня 1996 року, Лос-Анджелес, Каліфорнія) — американська кіноактриса. Відома за фільмами «Пінгвіни містера Поппера», «Третій акт».

## Біографія
Мадлен Керролл народилася в 1996 році в Лос -Анджелесі. У неї є три брати. У три роки Мадлен почала кар'єру моделі, знімаючись в рекламних роликах. Після того, як на неї звернув увагу агент по акторах, вона отримала ролі в таких популярних телесеріалах як «Загублені», «Анатомія Грей», «Оголошено розшук» і багатьох інших.

## Кіно-кар'єра
Актриса знялася в 13 серіалах, 14 фільмах і озвучила ролі в двох інших.
У 2006 році Мадлен дебютувала на великому екрані в картині «Коли дзвонить незнайомець». Після цього вона знялася у фільмах «Санта Клаус 3», «Оселя зла: Вимирання».
У 2008 році актриса отримала головну роль в політичній сатирі «На тверезу голову», де знялася разом з Кевіном Костнером .
У 2009 році Керролл взяла участь в озвучуванні одного з персонажів у анімаційній стрічці «Астробой».
У 2011 році Мадлен знялася разом з Джимом Керрі у сімейній комедії «Пінгвіни містера Поппера».
У 2012 році Мадлен знялася у фільмі «Третій акт»

## Фільмографія
| Рік       | Українська назва                 | Оригінальна назва                           | Роль                                |
| --------- | -------------------------------- | ------------------------------------------- | ----------------------------------- |
| 1999      | Пристрасть (телесеріал)          | Passions                                    | Кей                                 |
| 2003-2007 | Все про нас                      | All of Us                                   | Елізабет                            |
| 2003-...  | Морська поліція: Спецпідрозділ   | NCIS : Naval Criminal Investigative Service | Анджела Келп                        |
| 2003-2010 | Мертва справа                    | Cold Case                                   | Гвен Димер                          |
| 2004-2010 | Загублені                        | Lost                                        | Енні ( в епізоді Людина за ширмою ) |
| 2005      | Оголошено в розшук               | Wanted                                      | Ірен                                |
| 2005-...  | Анатомія Грей                    | Grey's Anatomy                              | Іві Солтанофф                       |
| 2005-2006 | Скрадливий в ночі                | Night Stalker                               | Джулі Медлок                        |
| 2006      | Коли дзвонить незнайомець        | When a Stranger Calls                       | Елісон Мандракіс                    |
| 2006      | Санта Клаус 3                    | Santa Clause 3 : The Escape Clause          | Cocoa                               |
| 2007      | Золота рибка ( короткометражка ) | Goldfish                                    | Джені                               |
| 2007      | Оселя зла: Вимирання             | Resident Evil: Extinction                   | Біла Королева                       |
| 2007-...  | Приватна практика                | Private Practice                            | Меггі                               |
| 2008      | На тверезу голову                | Swing Vote                                  | Моллі Джонсон                       |
| 2008-2009 | Чистильник                       | Cleaner                                     | Сара                                |
| 2009-...  | Теорія брехні                    | Lie to Me                                   | Саманта Берч                        |
| 2009      | Астробой                         | Astro Boy                                   | Віджет (озвучення)                  |
| 2009      | Шпигун по сусідству              | Spy Next Door                               | Фарен                               |
| 2010      | Астробой 2                       | Astro Boy vs . The Junkyard Pirates         | Віджет ( озвучення)                 |
| 2010      | Roshambo ( короткометражка )     | Roshambo                                    | Мадлен                              |
| 2010      | Привіт , Джулі!                  | Flipped                                     | Джулі Бейкер                        |
| 2010      | Кафе (фільм)                     | Cafe                                        | Еллі                                |
| 2010      | Квінн - таплетс                  | Quinn - tuplets                             | Міріам Куїнн                        |
| 2010      | Проповідник з кулеметом          | Machine Gun Preacher                        | Пейдж                               |
| 2011      | Пінгвіни містера Поппера         | Mr . Popper's Penguins                      | Джені                               |
| 2011      | Ваніль горили                    | Vanilla Gorilla                             | Ніккі                               |
| 2012      | Третій акт                       | The Magic of Belle Isle                     | Віллоу О'Ніл                        |